# Saint-Gervais-du-Perron
Saint-Gervais-du-Perron è un comune francese di 344 abitanti situato nel dipartimento dell'Orne nella regione della Normandia.

## Società

### Evoluzione demografica
Abitanti censiti